# Bristol Bay Borough
Bristol Bay Borough er et "borough" (svarende til et  county) i den amerikanske delstat Alaska. Bristol Bay Borough ligger i den sydvestlige del af delstaten ved Bristol Bay ved Beringshavet og grænser op til Lake and Peninsula Borough.
Bristol Bay Boroughs totale areal er 1.308 km² hvoraf 991 km² er vand. I 2000 var indbyggertallet 1.258 indbyggere. Det administrative centrum ligger i byen Naknek.
Det er Alaskas ældste borough; grundlagt i 1962. Det er også delstatens mindste borough.
58°45′00″N 156°50′00″V / 58.75°N 156.83333333333°V